# ГЕС-ГАЕС Бхумібол
ГЕС-ГАЕС Бхумібол — гідроелектростанція на північному заході Таїланду. Використовує ресурс із річки Пінг, правого витоку найбільшої річки країни Чаопхрая (впадає до північної частини Сіамської затоки).
У межах проекту річку перекрили бетонною арковою греблею висотою 154 метри, довжиною 486 метрів та шириною від 6 (по гребеню) до 52 (по основі) метрів. Вона утримує витягнуте по долині річки на 205 км велике водосховище з площею поверхні 318 км2 та об'ємом 13462 млн м3.
Пригреблевий машинний зал 1980 року обладнали шістьма турбінами типу Френсіс потужністю по 70 МВт, які в 1990-х послідовно модернізували до показника у 76,3 МВт кожна. Крім того, в 1982-му ГЕС підсилили турбіною потужністю 115 МВт.
А в 1996-му станцію доповнили функцією гідроакумуляції, для чого встановили оборотну турбіну типу Френсіс потужністю 171 МВт. Як нижній резервуар при цьому використовується створене нижче за течією водосховище з об'ємом 5 млн м3. Його утримує гребля Lower Mae Ping висотою 8 метрів та довжиною 300 метрів.
За рік станція виробляє 1,2 млрд кВт-год електроенергії на рік.
Для видачі продукції її напругу підіймають до 230 кВ.